# مانويل باريرا
مانويل باريرا بينيلا (بالإسبانية: Manuel Parera) (7 أكتوبر 1907 – 12 أبريل 1975) كان لاعب كرة قدم إسبانيًا لعب لنادي برشلونة في عشرينيات وثلاثينيات القرن الماضي. سجل أول هدف على الإطلاق للنادي في دوري الدرجة الأولى في عام 1929 كانت في مباراة الكلاسيكو.
على ملعب ليس كورتس، في الجولة الثانية من البطولة. سجل هدف برشلونة الوحيد في نتيجة 1-2 بعدما تقدم ريال مدريد بهدفين من موريرا.